# Litauische Fußballnationalmannschaft
Die litauische Fußballnationalmannschaft (litauisch Lietuvos nacionalinė futbolo rinktinė) repräsentiert den baltischen Staat Litauen im Fußball.

## Geschichte
Schon von 1923 bis 1940 bestritt die litauische Fußballnationalmannschaft Länderspiele gegen internationale Teams und nahm an den Olympischen Spielen 1924 in Paris teil, wo sie in der Qualifikation mit 0:9 gegen die Schweiz ausschied. 1940 wurde Litauen von der Sowjetunion okkupiert. Bis 1990 spielten litauische Spieler in der sowjetischen Fußballnationalmannschaft.
Nach der Wiedererlangung der Unabhängigkeit bestritt die litauische Fußballnationalmannschaft am 27. Mai 1990 ihr erstes Länderspiel, wobei Arminas Narbekovas das erste Tor für Litauen erzielte, wie bereits in der Zeit der Ersten Republik, gegen das ebenfalls soeben wieder unabhängig gewordene Estland.
Die litauische Nationalmannschaft nahm bisher noch nicht an den Endrunden von Welt- oder Europameisterschaften teil.
Bemerkenswerte Erfolge stellen die 1:1-Unentschieden gegen den damaligen Vize-Weltmeister Deutschland im Auswärtsspiel in Nürnberg am 29. März 2003 sowie gegen den damaligen Weltmeister Italien im Auswärtsspiel in Neapel am 2. September 2006 dar.
Eine große Überraschung gelang zu Beginn der Qualifikationsrunde für die WM 2010, als man EM-Teilnehmer Rumänien auswärts 3:0 besiegte.
Im Dezember 2013 wurde Igoris Pankratjevas nach drei Monaten als Interimstrainer neuer Nationaltrainer. Er wird die Mannschaft auch in die Qualifikation zur Fußball-Europameisterschaft 2016 führen.
Im Oktober 2008 erreichte Litauen mit Platz 37 die beste Platzierung in der FIFA-Weltrangliste. Fußball hat in Litauen aber eine geringere Bedeutung, Nationalsport ist Basketball, in dem Litauen wesentlich erfolgreicher ist.
In der Qualifikation für die EM 2016 traf Litauen erstmals auf England sowie erstmals wieder seit 1924 auf die Schweiz. Weitere Gegner waren Estland, Slowenien und San Marino. Als Vorletzter konnte sich Litauen nicht qualifizieren.

## Trainer
- Benjaminas Zelkevičius (1990–1991)
- Algimantas Liubinskas (1991–1995)
- Benjaminas Zelkevičius (1995–1997)
- Kestutis Latoza (1998–1999)
- Julius Kvedaras (2000)
- Benjaminas Zelkevičius (2001–2003)
- Algimantas Liubinskas (2003–2008)
- José Couceiro (2008–2009)
- Raimondas Žutautas (2010–2011)
- Csaba László (2012–2013)
- Igoris Pankratjevas (2013–2015)
- Edgaras Jankauskas (2016–2018)
- Valdas Urbonas (2019–2021)
- Valdas Ivanauskas (2021–2022)
- Reinhold Breu (2022)[3]
- Edgaras Jankauskas (seit 2023)

## Teilnahmen an Fußball-Weltmeisterschaften
- 1930 – nicht teilgenommen
- 1934 und 1938 – nicht qualifiziert
- 1950 bis 1990 – Siehe sowjetische Fußballnationalmannschaft
- 1994 bis 2022 – nicht qualifiziert

## Teilnahmen an Fußball-Europameisterschaften
- 1960 bis 1992 – Nicht teilgenommen, war Teil der Fußballnationalmannschaft der UdSSR.
- 1996 bis 2024 – Nicht qualifiziert.

## UEFA Nations League
- 2018/19: Liga C, 4. Platz mit 6 Niederlagen
- 2020/21: Liga C, 3. Platz mit 2 Siegen, 2 Remis und 2 Niederlagen
- 2022/23: Liga C, 4. Platz mit 1 Remis und 5 Niederlagen
- 2024/25: Liga C, 4. Platz mit 6 Niederlagen

## Teilnahme an den Olympischen Sommerspielen für Amateurmannschaften (einmal)
| 1908 in London    | nicht teilgenommen |
| 1912 in Stockholm | nicht teilgenommen |
| 1920 in Antwerpen | nicht teilgenommen |
| 1924 in Paris     | Qualifikation      |
| 1928 in Amsterdam | nicht teilgenommen |
| 1936 in Berlin    | nicht teilgenommen |

## Aktueller Kader
Folgende Spieler stehen im Kader für das Freundschaftsspiel gegen die Färöer am 11. und die Spiele in der UEFA Nations League gegen Belarus am 15. und Kasachstan am 18. November 2020.
| Nr.        | Spieler               | Verein                | Geburtsdatum  | Länderspiele | Länderspieltore | Debüt         | Letzter Einsatz |     |     |
| Tor        | Tor                   | Tor                   | Tor           | Tor          | Tor             | Tor           | Tor             | Tor | Tor |
| ---------- | --------------------- | --------------------- | ------------- | ------------ | --------------- | ------------- | --------------- | --- | --- |
| 16         | Edvinas Gertmonas     | FK Žalgiris Vilnius   | 1. Juni 1996  | 01           | 0               | 8. Juni 2015  | 8. Juni 2015    |     |     |
| 01         | Deividas Mikelionis   | FK Kauno Žalgiris     | 8. Mai 1995   | 0            | 0               | –             | –               |     |     |
|            | Lukas Paukštė         | FK Riteriai           | 22. Sep. 1998 | 0            | 0               | –             | –               |     |     |
| 12         | Tomas Švedkauskas     | Lommel SK             | 22. Juni 1994 | 08           | 0               | 8. Juni 2018  | 18. Nov. 2020   |     |     |
| Abwehr     |                       |                       |               |              |                 |               |                 |     |     |
| 0          | Dominykas Barauskas   | FK Riteriai           | 18. Apr. 1997 | 0            | 0               | –             | –               |     |     |
| 23         | Rolandas Baravykas    | Nea Salamis Famagusta | 23. Aug. 1995 | 20           | 01              | 8. Juni 2015  | 4. Sep. 2020    |     |     |
| 05         | Markas Beneta         | Zagłębie Sosnowiec    | 8. Juli 1993  | 07           | 0               | 26. März 2016 | 18. Nov. 2020   |     |     |
| 02         | Vytas Gašpuitis       | FK Panevėžys          | 4. März 1994  | 03           | 0               | 11. Nov. 2020 | 18. Nov. 2020   |     |     |
| 04         | Edvinas Girdvainis    | KFC Uerdingen 05      | 17. Jan. 1993 | 30           | 0               | 23. März 2016 | 18. Nov. 2020   |     |     |
| 13         | Saulius Mikoliūnas    | FK Žalgiris Vilnius   | 2. Mai 1984   | 90           | 05              | 5. Juni 2004  | 18. Nov. 2020   |     |     |
| 0          | Markus Palionis       | SSV Jahn Regensburg   | 12. Mai 1987  | 14           | 0               | 19. Nov. 2008 | 14. Okt. 2020   |     |     |
| 08         | Egidijus Vaitkūnas    | FK Kauno Žalgiris     | 8. Aug. 1988  | 51           | 0               | 29. Mai 2012  | 18. Nov. 2020   |     |     |
| 10         | Ernestas Veliulis     | FK Panevėžys          | 22. Aug. 1992 | 05           | 0               | 23. März 2016 | 15. Nov. 2020   |     |     |
| Mittelfeld |                       |                       |               |              |                 |               |                 |     |     |
| 03         | Tautvydas Eliošius    | FK Panevėžys          | 3. Nov. 1991  | 05           | 0               | 15. Nov. 2014 | 18. Nov. 2020   |     |     |
|            | Paulius Golubickas    | HNK Gorica            | 19. Aug. 1999 | 10           | 0               | 25. März 2019 | 14. Okt. 2020   |     |     |
|            | Justas Lasickas       | FK Voždovac           | 6. Okt. 1997  | 18           | 0               | 24. März 2018 | 15. Nov. 2020   |     |     |
|            | Linas Mėgelaitis      | AS Gubbio 1910        | 9. Sep. 1998  | 01           | 0               | 11. Nov. 2020 | 11. Nov. 2020   |     |     |
| 11         | Arvydas Novikovas     | BB Erzurumspor        | 18. Dez. 1990 | 64           | 12              | 25. Mai 2010  | 18. Nov. 2020   |     |     |
| 22         | Deimantas Petravičius | Águilas FC            | 2. Sep. 1995  | 18           | 01              | 18. Nov. 2013 | 18. Nov. 2020   |     |     |
| 17         | Daniel Romanovskij    | Olimpik Donezk        | 19. Juni 1996 | 05           | 0               | 24. März 2018 | 15. Nov. 2020   |     |     |
| 20         | Domantas Šimkus       | FK Žalgiris Vilnius   | 10. Feb. 1996 | 15           | 0               | 17. Nov. 2018 | 18. Nov. 2020   |     |     |
| 07         | Gratas Sirgėdas       | FK Kauno Žalgiris     | 17. Dez. 1994 | 15           | 03              | 10. Sep. 2013 | 18. Nov. 2020   |     |     |
| 14         | Vykintas Slivka       | Apollon Smyrnis       | 29. Apr. 1995 | 42           | 02              | 5. Juni 2015  | 18. Nov. 2020   |     |     |
| 15         | Edgaras Utkus         | AS Monaco II          | 22. Juni 2000 | 02           | 0               | 11. Nov. 2020 | 15. Nov. 2020   |     |     |
| 18         | Ovidijus Verbickas    | FK Taras              | 4. Juli 1993  | 21           | 01              | 26. März 2016 | 11. Nov. 2020   |     |     |
| 21         | Modestas Vorobjovas   | FK Žalgiris Vilnius   | 30. Dez. 1995 | 22           | 01              | 24. März 2018 | 18. Nov. 2020   |     |     |
| Angriff    |                       |                       |               |              |                 |               |                 |     |     |
| 19         | Donatas Kazlauskas    | FK Lwiw               | 31. März 1994 | 21           | 02              | 15. Nov. 2014 | 18. Nov. 2020   |     |     |
| 09         | Karolis Laukžemis     | Hibernians Paola      | 11. März 1992 | 19           | 02              | 24. März 2018 | 18. Nov. 2020   |     |     |
|            | Gytis Paulauskas      | FK Riteriai           | 27. Sep. 1999 | 01           | 0               | 7. Okt. 2020  | 7. Okt. 2020    |     |     |

## Rekordspieler
Im Gegensatz zu den beiden anderen baltischen Fußballnationalmannschaften hat Litauen erst einen Spieler mit mehr als 100 Länderspielen, der dies am 25. September 2022 schaffte. Vorkriegsrekordhalter ist Romualdas Marcinkus, der am 29. März 1944 mit 36 Jahren nach dem Ausbruch aus einem deutschen Kriegsgefangenenlager (Gesprengte Ketten) von der Gestapo ermordet wurde und zwischen 1927 und 1938 in 41 Spielen zum Einsatz kam.
| Rang | Name                  | Einsätze | Tore | Position           | Zeitraum  | Rekordhalter                                          |
| ---- | --------------------- | -------- | ---- | ------------------ | --------- | ----------------------------------------------------- |
| 01.  | Saulius Mikoliūnas    | 101      | 05   | Mittelfeld         | 2004–2022 | seit 17. November 2019 (84. Spiel)                    |
| 02.  | Fedor Černych         | 099      | 15   | Angriff/Mittelfeld | 2012–     |                                                       |
| 03.  | Arvydas Novikovas     | 096      | 12   | Angriff            | 2010–     |                                                       |
| 04.  | Andrius Skerla        | 084      | 01   | Abwehr             | 1996–2011 | 4. Juni 2008 bis 4. September 2020 (66 bis 84 Spiele) |
| 05.  | Deividas Šemberas     | 082      | 0    | Abwehr             | 1996–2013 |                                                       |
| 06.  | Tomas Danilevičius    | 071      | 19   | Angriff            | 1998–2012 |                                                       |
| 07.  | Vykintas Slivka       | 070      | 03   | Mittelfeld         | 2015–     |                                                       |
| 08.  | Žydrūnas Karčemarskas | 066      | 0    | Tor                | 2003–2013 |                                                       |
| 08.  | Aurelijus Skarbalius  | 065      | 05   | Abwehr             | 1991–2005 | 30. März 2005 bis 4. Juni 2008 (62 bis 65 Spiele)     |
| 08.  | Marius Stankevičius   | 065      | 05   | Abwehr             | 2001–2013 |                                                       |
| 11.  | Deividas Česnauskis   | 064      | 04   | Angriff            | 2004–2016 |                                                       |
| 12.  | Egidijus Vaitkūnas    | 062      | 0    | Abwehr             | 2012–     |                                                       |
| 13.  | Gintaras Staučė       | 061      | 0    | Tor                | 1992–2004 | 30. April 2003 bis 30. März 2005 (57 bis 61 Spiele)   |
| 14.  | Justas Lasickas       | 059      | 02   | Abwehr             | 2018–     |                                                       |
| 15.  | Edvinas Girdvainis    | 057      | 01   | Abwehr             | 2016–     |                                                       |
| 16.  | Edgaras Jankauskas    | 056      | 10   | Angriff            | 1991–2008 |                                                       |
| 16.  | Andrius Tereškinas    | 056      | 03   | Abwehr             | 1991–2000 |                                                       |
| 16.  | Tomas Žvirgždauskas   | 056      | 0    | Abwehr             | 1998–2011 |                                                       |

Stand: 24. März 2025

## Rekordtorschützen
Tomas Danilevičius ist seit dem 17. November 2007 Rekordtorschütze, als er beim 2:0 im EM-Qualifikationsspiel gegen die Ukraine mit seinem 13. Tor als erster litauischer Spieler den Vorkriegsrekord von Antanas Lingis überbot.
| Rang | Name                    | Tore | Einsätze | Quote | Zeitraum  |
| ---- | ----------------------- | ---- | -------- | ----- | --------- |
| 01.  | Tomas Danilevičius      | 19   | 71       | 0,27  | 1998–2012 |
| 02.  | Fedor Černych           | 15   | 99       | 0,16  | 2012–     |
| 03.  | Antanas Lingis †        | 12   | 33       | 0,36  | 1928–1938 |
| 03.  | Arvydas Novikovas       | 12   | 96       | 0,13  | 2010–     |
| 05.  | Edgaras Jankauskas      | 10   | 56       | 0,18  | 1991–2008 |
| 06.  | Virginijus Baltušnikas  | 09   | 42       | 0,21  | 1990–1998 |
| 07.  | Jaroslavas Citavičius † | 08   | 24       | 0,33  | 1926–1933 |
| 07.  | Valdas Ivanauskas       | 08   | 028      | 0,29  | 1992–2000 |
| 07.  | Darius Maciulevičius    | 08   | 38       | 0,21  | 1991–2005 |
| 07.  | Robertas Poškus         | 08   | 48       | 0,17  | 1999–2011 |
| 11.  | Artūras Fomenka         | 07   | 23       | 0,30  | 1996–2003 |
| 11.  | Igoris Morinas          | 07   | 51       | 0,14  | 1997–2007 |
| 11.  | Tomas Ražanauskas       | 07   | 41       | 0,17  | 1995–2011 |

Quellen: Lithuania – Record International Players, PLAYERS for Lithuania

## Weitere bekannte (ehemalige) Spieler
- Dmitrijus Guščinas (* 1975), ehemaliger Stürmer des VfL Osnabrück in der 2. Bundesliga
- Arminas Narbekovas (* 1965), ehemaliger Mittelfeldspieler von FK Austria Wien

## Spiele gegen deutschsprachige Fußballnationalmannschaften
(Ergebnisse stets aus litauischer Sicht)
- Gegen eine deutsche Fußballnationalmannschaft gab es bisher zwei Partien. Beide fanden im Rahmen der Qualifikation zur Fußball-Europameisterschaft 2004 statt.

1. 7. September 2002 in Kaunas 0:2
2. 29. März 2003 in Nürnberg 1:1

- Gegen die Schweiz gab es bisher fünf Spiele:

1. 25. Mai 1924 in Paris 0:9 (Olympia-Endrunde)
2. 15. November 2014 in St. Gallen 0:4 (EM-2016-Qualifikation)
3. 14. Juni 2015 in Vilnius 1:2 (EM 2016-Qualifikation)
4. 28. März 2021 in St. Gallen 0:1 (WM 2022–Qualifikation)
5. 12. Oktober 2021 in Vilnius 0:4 (WM-2022-Qualifikation)

- Gegen Liechtenstein gab es bisher sechs Spiele:

1. 9. Oktober 1996 in Vilnius 2:1 (WM-Qualifikation)
2. 30. April 1997 in Eschen 2:0 (WM-Qualifikation)
3. 3. Juni 2011 in Vaduz 0:2 (EM-Qualifikation)
4. 2. September 2011 in Kaunas 0:0 (EM-Qualifikation)
5. 12. Oktober 2012 in Vaduz 2:0 (WM-Qualifikation)
6. 10. September 2013 in Vilnius 2:0 (WM-Qualifikation)

- Gegen Österreich gab es bisher drei Spiele:

1. 14. April 1992 in Wien 0:4
2. 10. September 2008 in Marijampolė 2:0 (WM-Qualifikation)
3. 10. Oktober 2009 in Innsbruck 1:2 (WM-Qualifikation)

| Gegner        | Sp. | S | U | N | Tore | Diff. |
| ------------- | --- | - | - | - | ---- | ----- |
| Deutschland   | 2   | 0 | 1 | 1 | 1:3  | –2    |
| Schweiz       | 5   | 0 | 0 | 5 | 1:20 | –19   |
| Liechtenstein | 6   | 4 | 1 | 1 | 8:3  | +5    |
| Österreich    | 3   | 1 | 0 | 2 | 3:6  | –3    |